# Armando Navarrete
Armando Navarrete García (Jacona, 22 novembre 1980) è un ex calciatore messicano, di ruolo portiere.